# لئیف آرون-سولین
لئیف آرون-سولین (سوئدی: Leif Aruhn-Solén؛ ‏ ۲۳ آوریل ۱۹۷۳) خوانندهٔ تِـنور اپرا اهل سوئد است. وی به عنوان از شارحان موسیقی باروک شناخته می‌شود. پدر و مادر او هردو خواننده حرفه ای اپرا و برادر بزرگش رهبر ارکستر است.
وی دانش آموختهٔ کالج سلطنتی موسیقی در استکهلم و کالج ابرلین در اوهایو است و طی تحصیل به عنوان تک‌خوان با «ارکستر سمفونیک رادیو سوئد»، «ارکستر سمفونیک مالمو» و «ارکستر سمفونیک شهر بیرمنگام» همکاری داشت و پس پایان تحصیل در «اپرای سلطنتی سوئد»، «تئاتر بزرگ ژنو» و «اپرای ملی مونپلیه» به اجرای برنامه پرداخت. او با ارکستر سمفونیک کلیولند و آکادمی موسیقی بروکلین نیز همکاری هنری داشته‌است.